# Flammenwerfer 35

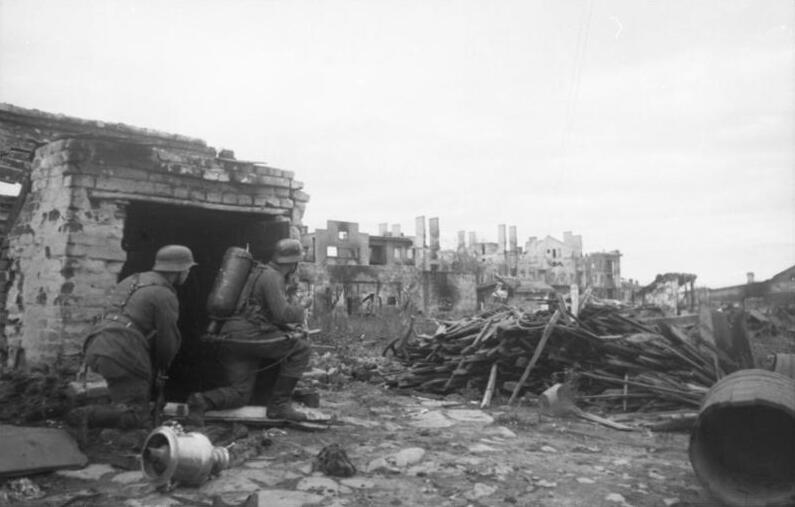
Niemieccy żołnierze z miotaczem Flammenwerfer 35 w Stalingradzie

Flammenwerfer 35 – niemiecki plecakowy miotacz ognia z okresu II wojny światowej.

## Powstanie i opis
Rozwój miotaczy ognia w Niemczech w okresie międzywojennym mógł rozpocząć się dopiero po odrzuceniu ograniczeń Traktatu Wersalskiego. Broń opracowana w połowie lat 30. XX wieku przez Deutsche Waffen und Munitionsfabriken, była udoskonaloną wersją niemieckich miotaczy ognia używanych podczas I wojny światowej. Miotacz przenoszony był na plecach na szelkach, obsługiwany przez jednego żołnierza (po raz pierwszy w armii niemieckiej). Miotacz ważył 35,8 kg i mieścił 11,8 l mieszanki zapalającej, pozwalającej na 10 sekund strzału. Charakterystyczny duży cylindryczny ciśnieniowy zbiornik mieszanki umieszczony był pionowo, z jego lewej strony był mniejszy 5-litrowy zbiornik sprężonego azotu, służącego do wyrzucania mieszanki pod ciśnieniem. Dość długa lufa, połączona ze zbiornikiem gumową rurą, miała elektryczny bateryjny mechanizm zapłonowy. Naciśnięcie spustu powodowało otwarcie zaworu i wyrzucenie mieszanki na zewnątrz, przy czym u wylotu prądownicy była ona zapalana przez mechanizm zapłonowy. Zasięg strzału wynosił 25-30 m. Maksymalnie można było oddać 15 strzałów. Substancją zapalającą była przede wszystkim mieszanka lekkiego i ciężkiego oleju smołowego Flammöl Nr 19, stosowano też mieszanki oleju silnikowego z benzolem lub naftą. 

## Użycie
Pierwsze miotacze wykonano w czerwcu 1938 roku, i po testach, pod koniec tego roku broń weszła już na uzbrojenie batalionów pionierów. Miotacz ten był standardową bronią tego typu w niemieckich batalionach pionierów w pierwszym okresie II wojny światowej, używaną m.in. przy zdobywaniu umocnień i walkach ulicznych. W każdej z 3 kompanii batalionu były 3 miotacze. Brak jest kompletnych informacji o wielkości produkcji. Wadą miotacza Flammenwerfer 35 była znaczna masa. Produkcja broni zakończyła się w 1941 roku, wraz z rozpoczęciem produkcji lżejszego miotacza Flammenwerfer 41.